# Пудла
| Пудла   |
| Пудлица |
| Caniche |
| Barbone |

| ФЦИ:    | Група 9 Секција 2 #172           |
| AKC:    | Стандардни, Минијатурни, Играчка |
| KC(UK): | Стандардни, Минијатурни, Играчка |
| UKC:    | Стандардни, Минијатурни, Играчка |

Пудла (пудлица) је раса пса која се званично може наћи у три величине (стандардни, минијатурни, и играчка), која има крзно као женски капут (бунда). Првобитно одгајани као врста воденог ретривера, расе која је вешта као спортски пас, а то укључује агилност, послушности, праћење, па чак и гоњене. Пудлице су раса паса која је побрала велике почасти на многим изложбама паса свих раса.

## Историја
Верује се да је ова раса настала у Немачкој,, где је био познат као Пудлхаунд. Пудла (енглески „барица"), потиче од ниског немачког глагола који значи „прскати“, и речи хаунд што личи немачкој речи хунд за пса. Раса је била стандардизована у Француској, где је најчешће коришћен као водени ретривер.
Пудлица је дуго времена била распрострањена на европском континенту, пре него што је доведена у Енглеску. Била је  главни љубимац крајем 18. века у Шпанији, као што је показано на сликама шпанског уметника Франсиска Гоје. Француска је пудлицу (играчку) узгајала  као размажену али омиљену расу за време владавине Луја XVI.
Пудлица се узгаја у најмање три величине, укључујући стандардну, минијатурну и играчку. Према Америчком Кинолошком клубу, Стандардна пудла је најстарија од три сорте,, а касније су одгајане сорте од минијатурних димензија до играчака. Најмања, односно сорта играчака, развијена је у Енглеској у 18. веку. Данас, слично другим расама, постоји шоља за чај пудла, која није регистрована у већини регистара паса (ЦКЦ, АКЦ, УКЦ, итд.)
Пудлице као водени ретривери још увек се користе за лов. Њихово крзно је отпорно на влагу, што помаже њихово купање. Преци пудли били су добри пливачи, мада је један члан породице, коришћен за тражење тартуфа (врста пса који може да буде од величине играчке до патуљасте величине), који никада се није нашао у близини воде. Тражење тартуфа се широко практикује у Енглеској, а касније и у Шпанији и Немачкој, где је ова јестива гљива одувек сматра деликатесом. За научна истраживања и откопавања гљива, мањи пси су фаворизовани, јер су лакше откошавали тартуфе и тиме наносили мања оштећења шапама, него што су то радили већи пси. Прича се да се укрштањем теријера и пудле добија мешанац идеалан за лов на тартуфе.
Пудла је била љубимац многих познатих личности међу којима је и Винстон Черчил. Он је допринео популарности пудле, поготову у Британији, а у Америци је пудла играчка била статусни симбол холивудских лепотица. Доскора је цењена као извођач циркусних тачака. Налази се на другом месту најпаметнијих паса. Зато може врло лако научити нове ствари и савладати трикове.

## Опис

### Боја крзна
Пудлице су једнобојне или ишараног крзна. Ови пси имају широк спектар боја, укључујући белу, црну, браон, сребрну, сиву, беж, боју кајсије, црвену, крем и тиграста.